# آي ميد
آي ميد (بالإنجليزية: I Made)‏ هي الأسطوانة المطولة الثانية لفرقة الفتيات الكورية الجنوبية جي أيدل.  تم إصدار الألبوم في 26 فبراير 2019. يحتوي الألبوم على خمسة أغاني بما في ذلك الأغنية الرئيسية "Senorita" ، التي تم تأليفها من قبل العضوة سويون والمنتج Big Sancho.

## قائمة الأغاني
| No. | الأغنية                         | المدة |
| --- | ------------------------------- | ----- |
| 1.  | "Senorita"                      | 3:17  |
| 2.  | "What's Your Name"              | 3:09  |
| 3.  | "Put It Straight" (싫다고 말해) | 3:56  |
| 4.  | "Give Me Your" (주세요)         | 3:40  |
| 5.  | "Blow Your Mind"                | 2:49  |